# Dechy
Dechy és un municipi francès, situat a la regió dels Alts de França, al departament del Nord. L'any 2006 tenia 5.018 habitants. Limita al nord-est amb Lallaing i Montigny-en-Ostrevent, a l'est amb Guesnain, al sud-est amb Roucourt, al sud amb Cantin, al sud-oest amb Férin i Gœulzin i al nord-oest amb Sin-le-Noble.

## Demografia
| 5.974                                      | 2243  | 2102  | 1844  | 1566  | 1419 | 1 350 |
| 5.085                                      | 6.165 | 6.630 | 5.720 | 5.464 | -    | 5.018 |
| Des de 1962: població sense dobles comptes |       |       |       |       |      |       |

## Administració
| Període   | Identitat          | Partit |
| --------- | ------------------ | ------ |
| 2001-2009 | Jacques Capelle    | PS     |
| 2009-     | Jean-Michel Szatny | PS     |